# Матч СССР — США по лёгкой атлетике 1958
Матч СССР — США по лёгкой атлетике 1958 года — первый в истории СССР и США легкоатлетический матч между сборными этих стран, который состоялся 27—28 июля в Москве на стадионе имени В. И. Ленина и закончился победой сборной СССР со счётом 172:170.

## Соревнования
В программе встречи были 32 вида лёгкой атлетики, из них 15 в первый день.
После первого дня матча впереди команда США — 83:75.

## Рекорды
Мировые рекорды установили:
- Олег Ряховский в тройном прыжке — 16,59;
- Рафер Джонсон в десятиборье[англ.] — 8302.

## Результаты

### Команды
|         | СССР | США |
| ------- | ---- | --- |
| Мужчины | 109  | 126 |
| Женщины | 63   | 44  |
| Всего   | 172  | 170 |

### Личный зачёт

#### 100 метров
| Мужчины | Мужчины       | Мужчины   | Женщины | Женщины              | Женщины   |
| Место   | Спортсмен     | Результат | Место   | Спортсменка          | Результат |
| ------- | ------------- | --------- | ------- | -------------------- | --------- |
| 1       | Айра Мерчисон | 10,2      | 1       | Барбара Джонс        | 11,6      |
| 2       | Эд Колимур    | 10,2      | 2       | Вера Крепкина        | 11,6      |
| 3       |               |           | 3       | Изабелла Дэниэлс     | 11,6      |
| 4       |               |           | 4       | Валентина Масловская | 11,9      |

#### 200 метров
| Мужчины | Мужчины    | Мужчины   | Женщины | Женщины          | Женщины   |
| Место   | Спортсмен  | Результат | Место   | Спортсменка      | Результат |
| ------- | ---------- | --------- | ------- | ---------------- | --------- |
| 1       | Эд Колимур | 21,3      | 1       | Люсинда Уильямс  | 24,4      |
| 2       |            |           | 2       | Мария Иткина     | 24,4      |
| 3       |            |           | 3       | Изабелла Дэниэлс | 24,5      |
| 4       |            |           | 4       | Вера Забелина    | 24,7      |

#### 400 метров
| Место | Спортсмен    | Результат |
| ----- | ------------ | --------- |
| 1     | Гленн Дэвис  | 45,6      |
| 2     | Эдди Саутерн | 47,3      |
| 3     |              |           |
| 4     |              |           |

#### 800 метров
| Мужчины | Мужчины     | Мужчины   | Женщины | Женщины             | Женщины   |
| Место   | Спортсмен   | Результат | Место   | Спортсменка         | Результат |
| ------- | ----------- | --------- | ------- | ------------------- | --------- |
| 1       | Том Куртней | 1.48,8    | 1       | Елизавета Ермолаева | 2.11,8    |
| 2       |             |           | 2       | Вера Муханова       | 2.11,9    |
| 3       |             |           | 3       | Лилиан Грин         | 2.19,4    |
| 4       |             |           | 4       | Флоренс Мак-Ардл    | 2.24,9    |

#### 1500 метров
| Место | Спортсмен   | Результат |
| ----- | ----------- | --------- |
| 1     | Джим Грелле | 3.46,7    |
| 2     |             |           |
| 3     |             |           |
| 4     |             |           |

#### 5000 метров
| Место | Спортсмен        | Результат |
| ----- | ---------------- | --------- |
| 1     | Хуберт Пярнакиви | 14.28,4   |
| 2     | Билл Деллинджер  | 14.28,4   |
| 3     | Макс Труэкс      | 14.32,0   |
| 4     | Пётр Болотников  | 14.43,4   |

#### 10 000 метров
| Место | Спортсмен          | Результат |
| ----- | ------------------ | --------- |
| 1     | Евгений Жуков      | 29.59,8   |
| 2     | Алексей Десятчиков | 30.20,4   |
| 3     | Д. Смарт           | 31.11,4   |
| —     | Г. Маккензи        | DNF       |

#### 110/80 метров с барьерами
| Мужчины | Мужчины        | Мужчины   | Женщины | Женщины         | Женщины   |
| Место   | Спортсмен      | Результат | Место   | Спортсменка     | Результат |
| ------- | -------------- | --------- | ------- | --------------- | --------- |
| 1       | Ансел Робинсон | 13,9      | 1       | Галина Быстрова | 11,8      |
| 2       |                |           | 2       |                 |           |
| 3       |                |           | 3       |                 |           |
| 4       |                |           | 4       |                 |           |

#### 400 метров с барьерами
| Место | Спортсмен   | Результат |
| ----- | ----------- | --------- |
| 1     | Гленн Дэвис | 50,4      |
| 2     |             |           |
| 3     |             |           |
| 4     |             |           |

#### 3000 метров с препятствиями
| Место | Спортсмен    | Результат |
| ----- | ------------ | --------- |
| 1     | Семён Ржищин | 8.42,0    |
| 2     |              |           |
| 3     |              |           |
| 4     |              |           |

#### Ходьба 20 км
| Место | Спортсмен     | Результат |
| ----- | ------------- | --------- |
| 1     | Леонид Спирин | 1:33.43,2 |
| 2     |               |           |
| 3     |               |           |
| 4     |               |           |

#### 4×100 метров
| Мужчины | Мужчины | Мужчины   | Женщины | Женщины                                                                | Женщины   |
| Место   | Команда | Результат | Место   | Команда                                                                | Результат |
| ------- | ------- | --------- | ------- | ---------------------------------------------------------------------- | --------- |
| 1       | Сборная | 39,6      | 1       | Сборная Изабелла Дэниэлс Люсинда Уильямс Маргарет Мэтьюз Барбара Джонс | 44,8      |
| 2       | Сборная |           | 2       | Сборная Вера Крепкина Валентина Масловская Линда Кепп Нонна Полякова   | 45,4      |

#### 4×400 метров
| Место | Команда                                                  | Результат |
| ----- | -------------------------------------------------------- | --------- |
| 1     | Сборная Джек Йерман Том Куртней Эдди Саутерн Гленн Дэвис | 3.07,8    |
| 2     | Сборная                                                  |           |

#### Высота
| Мужчины | Мужчины       | Мужчины   | Женщины | Женщины       | Женщины   |
| Место   | Спортсмен     | Результат | Место   | Спортсменка   | Результат |
| ------- | ------------- | --------- | ------- | ------------- | --------- |
| 1       | Юрий Степанов | 2,12      | 1       | Таисия Ченчик | 1,65      |
| 2       |               |           | 2       |               |           |
| 3       |               |           | 3       |               |           |
| 4       |               |           | 4       |               |           |

#### Шест
| Место | Спортсмен        | Результат |
| ----- | ---------------- | --------- |
| 1     | Владимир Булатов | 4,50      |
| 2     |                  |           |
| 3     |                  |           |
| 4     |                  |           |

#### Длина
| Мужчины | Мужчины    | Мужчины   | Женщины | Женщины         | Женщины   |
| Место   | Спортсмен  | Результат | Место   | Спортсменка     | Результат |
| ------- | ---------- | --------- | ------- | --------------- | --------- |
| 1       | Эрни Шелби | 7,94      | 1       | Аида Чуйко      | 6,95      |
| 2       |            |           | 2       |                 |           |
| 3       |            |           | 3       |                 |           |
| 4       |            |           | 4       | Маргарет Мэтьюз | 5,70      |

#### Тройной
| Место | Спортсмен      | Результат |
| ----- | -------------- | --------- |
| 1     | Олег Ряховский | 16,59 WR* |
| 2     |                |           |
| 3     |                |           |
| 4     |                |           |

#### Ядро
| Мужчины | Мужчины        | Мужчины   | Женщины | Женщины     | Женщины   |
| Место   | Спортсмен      | Результат | Место   | Спортсменка | Результат |
| ------- | -------------- | --------- | ------- | ----------- | --------- |
| 1       | Перри О'Брайен | 19,14     | 1       | Эрлен Браун | 16,54     |
| 2       |                |           | 2       |             |           |
| 3       |                |           | 3       |             |           |
| 4       |                |           | 4       |             |           |

#### Диск
| Мужчины | Мужчины    | Мужчины   | Женщины | Женщины         | Женщины   |
| Место   | Спортсмен  | Результат | Место   | Спортсменка     | Результат |
| ------- | ---------- | --------- | ------- | --------------- | --------- |
| 1       | Ринк Бабка | 57,00     | 1       | Нина Пономарева | 51,84     |
| 2       |            |           | 2       | Эрлен Браун     | 49,41     |
| 3       |            |           | 3       |                 |           |
| 4       |            |           | 4       |                 |           |

#### Молот
| Место | Спортсмен        | Результат |
| ----- | ---------------- | --------- |
| 1     | Гарольд Коннолли | 67,48     |
| 2     |                  |           |
| 3     |                  |           |
| 4     |                  |           |

#### Копьё
| Мужчины | Мужчины           | Мужчины   | Женщины | Женщины            | Женщины   |
| Место   | Спортсмен         | Результат | Место   | Спортсменка        | Результат |
| ------- | ----------------- | --------- | ------- | ------------------ | --------- |
| 1       | Владимир Кузнецов | 74,67     | 1       | Бируте Залогайтите | 50,16     |
| 2       |                   |           | 2       |                    |           |
| 3       |                   |           | 3       |                    |           |
| 4       |                   |           | 4       |                    |           |

#### Десятиборье
| Место | Спортсмен        | Результат (дисциплины)                                            |
| ----- | ---------------- | ----------------------------------------------------------------- |
| 1     | Рафер Джонсон    | 8302 WR* (10,6—7,17—14,69—1,80—48,2—14,9—49,06—3,95—72,59—5.05,0) |
| 2     | Василий Кузнецов | 7897 (10,8—7,49—13,90—1,85—49,6—15,1—47,17—4,00—65,39—5.04,0)     |
| 3     | Дейв Эдстрём     | 7399 (11,0—6,96—13,75—1,85—49,1—14,8—42,42—3,40—59,31—4.33,8)     |
| 4     | Юрий Кутенко     | 7297 (11,1—7,07—13,28—1,75—50,9—15,8—46,34—4,10—64,49—4.48,2)     |